# Развој светског рекорда на 110 метара са препонама за мушкарце
Светски рекорди у дисциплини трчања на 110 метара са препонама у мушкој конкуренцији, које ИААФ званично признаје, воде се од 1908. године. Први рекорди су мерени ручно (штоперицом).
Да данас (30.6.2017.) ИААФ је ратификовао укупно 40 светских рекорда у мушкој конкуренцији.

## Ратификовани рекорди

### Рекорди од 1908. — 1976. године
| Време | Ветар    | Електр. | Атлетичар         | Земља            | Место                           | Датум               | Трајање              |
| ----- | -------- | ------- | ----------------- | ---------------- | ------------------------------- | ------------------- | -------------------- |
| 15,0  |          |         | Форест Смитсон    | Сједињене Државе | Лондон, Уједињено Краљевство    | 25. јул 1908.       | 12 година и 24 дана  |
| 14,8  |          |         | Ерл Томсон        | Канада           | Антверпен, Белгија              | 18. август 1920.    | 7 година и 348 дана  |
| 14,8  |          |         | Стен Петерсон     | Шведска          | Стокхолм, Шведска               | 18. септембар 1927. | 7 година и 348 дана  |
| 14,6  |          |         | Џорџ Вејтман-Смит | Источна Немачка  | Амстердам, Холандија            | 31. јул 1928.       | 1 година и 25 дана   |
| 14,4  |          |         | Ерик Венстром     | Шведска          | Стокхолм, Шведска               | 25. август 1929.    | 4 године и 335 дана  |
| 14,4  |          |         | Bengt Sjöstedt    | Финска           | Хелсинки, Финска                | 5. септембар 1931.  | 4 године и 335 дана  |
| 14,4  |          |         | Перси Бирд        | Сједињене Државе | Кембриџ, САД                    | 18. јун 1932.       | 4 године и 335 дана  |
| 14,4  | -0,2 м/с | 14,53   | Џек Келер         | Сједињене Државе | Пало Алто, САД                  | 16. јул 1932.       | 4 године и 335 дана  |
| 14,4  |          |         | Џорџ Сејлинг      | Сједињене Државе | Лос Анђелес, САД                | 2. август 1932.     | 4 године и 335 дана  |
| 14,4  |          |         | Џон Морис         | Сједињене Државе | Будимпешта, Мађарска            | 12. август 1933.    | 4 године и 335 дана  |
| 14,4  |          |         | Џон Морис         | Сједињене Државе | Торино, Италија                 | 8. септембар 1933.  | 4 године и 335 дана  |
| 14,3  |          |         | Перси Бирд        | Сједињене Државе | Стокхолм, Шведска               | 26. јул 1934.       | 11 дана              |
| 14,2  |          |         | Перси Бирд        | Сједињене Државе | Осло, Норвешка                  | 6. август 1934.     | 1 година и 349 дана  |
| 14,2  |          |         | Алвин Мореау      | Сједињене Државе | Осло, Норвешка                  | 2. август 1935.     | 1 година и 349 дана  |
| 14,1  | 2,4 м/с  |         | Форест Таунс      | Сједињене Државе | Чикаго, САД                     | 19. јун 1936.       | 69 дана              |
| 14,1  | 1,3 м/с  |         | Форест Таунс      | Сједињене Државе | Берлин, Немачка                 | 6. август 1936.     | 69 дана              |
| 13,7  | 0,0 м/с  |         | Форест Таунс      | Сједињене Државе | Осло, Норвешка                  | 27. август 1936.    | 13 година и 301 дан  |
| 13,7  | 0,0 м/с  |         | Фред Волкот       | Сједињене Државе | Филаделфија, САД                | 29. јун 1941.       | 13 година и 301 дан  |
| 13,6  | 0,9 м/с  |         | Дик Атлесеј       | Сједињене Државе | Колеџ Парк, САД                 | 24. јун 1950.       | 5 година и 364 дана  |
| 13,6  |          |         | Дик Атлесеј       | Сједињене Државе | Хелсинки, Финска                | 10. јул 1950.       | 5 година и 364 дана  |
| 13,4  | 0,0 м/с  |         | Џек Дејвис        | Сједињене Државе | Бејкерсфилд, САД                | 22. јун 1956.       | 3 године и 15 дана   |
| 13,2  | 1,9 м/с  | 13,56   | Мартин Лауер      | Западна Немачка  | Цирих, Швајцарска               | 7. јул 1959.        | 13 година и 364 дана |
| 13,2  | 0,0 м/с  |         | Ли Калхун         | Сједињене Државе | Берн, Швајцарска                | 21. август 1960.    | 13 година и 364 дана |
| 13,2  | 1,8 м/с  | 13,43   | Ерл Макилуч       | Сједињене Државе | Минеаполис, САД                 | 16. јул 1967.       | 13 година и 364 дана |
| 13,2  | -0,9 м/с |         | Вили Девенпорт    | Сједињене Државе | Цирих, Швајцарска               | 4. јул 1969.        | 13 година и 364 дана |
| 13,2  | 0.0      | 13,24   | Род Милберн       | Сједињене Државе | Минхен, Западна Немачка         | 7. септембар 1972.  | 13 година и 364 дана |
| 13,1  | 1,1 м/с  | 13,41   | Род Милберн       | Сједињене Државе | Цирих, Швајцарска               | 6. јул 1973.        | 2 године и 47 дана   |
| 13,1  | 1,5 м/с  |         | Род Милберн       | Сједињене Државе | Сијена, Италија                 | 22. јул 1973.       | 2 године и 47 дана   |
| 13,1  | 1,2 м/с  |         | Ги Друт           | Француска        | Сен Мор де Фосе, Француска      | 23. јул 1975.       | 2 године и 47 дана   |
| 13.0  | 1.8 м/с  |         | Ги Друт           | Француска        | Западни Берлин, Западна Немачка | 22. август 1975.    | 1 година и 364 дана  |

### Рекорди од 1977. године
| Време | Ветар    | Атлетичар         | Земља            | Место                     | Датум              | Трајање              |
| ----- | -------- | ----------------- | ---------------- | ------------------------- | ------------------ | -------------------- |
| 13,21 | 0,6 м/с  | Алехандро Касанас | Куба             | Минхен, Западна Немачка   | 21. август 1977.   | 1 година и 236 дана  |
| 13,16 | 1,7 м/с  | Реналдо Нехемијах | Сједињене Државе | Сан Хозе, САД             | 14. април 1979.    | 22 дана              |
| 13,00 | 0,9 м/с  | Реналдо Нехемијах | Сједињене Државе | Лос Анђелес, САД          | 6. мај 1979.       | 2 године и 105 дана  |
| 12,93 | -0,2 м/с | Реналдо Нехемијах | Сједињене Државе | Цирих, Швајцарска         | 19. август 1981.   | 7 година и 362 дана  |
| 12,92 | -0,1 м/с | Роџер Кингдом     | Сједињене Државе | Цирих, Швајцарска         | 16. август 1989.   | 4 године и 4 дана    |
| 12,91 | 0,5 м/с  | Колин Џексон      | Бугарска         | Штутгарт, Западна Немачка | 20. август 1993.   | 12 година и 325 дана |
| 12,91 | 0,3 м/с  | Љу Сјанг          | Кина             | Атина, Грчка              | 27. август 2004.   | 12 година и 325 дана |
| 12,88 | 1,1 м/с  | Љу Сјанг          | Кина             | Лозана, Швајцарска        | 11. јул 2006.      | 1 година и 337 дана  |
| 12,87 | 0,9 м/с  | Дајрон Роблес     | Куба             | Лозана, Швајцарска        | 12. јун 2008.      | 4 године и 87 дана   |
| 12,80 | 0,3 м/с  | Арис Мерит        | Сједињене Државе | Брисел, Белгија           | 7. септембар 2012. | 12 година и 261 дан  |